# 1973 في المكسيك
فيما يلي قوائم الأحداث التي وقعت خلال عام 1973 في المكسيك.

## برامج ومسلسلات وأنمي
- إل شافو ديل أوتشو

## مواليد

### يناير
- 17 يناير – كواوتيموك بلانكو لاعب كرة قدم مكسيكي.
- 30 يناير – فرنسيسكو سانشيز لاعب كرة قدم مكسيكي.

### فبراير
- 1 فبراير – أوسكار بيريز روخاس لاعب كرة قدم مكسيكي.
- 15 فبراير – ريكاردو تريفينيو سائق رالي مكسيكي.
- 18 فبراير – جويل دياز ملاكم مكسيكي.
- 28 فبراير – راؤول لارا لاعب كرة قدم مكسيكي.

### مارس
- 13 مارس – خافيير سافيدرا لاعب كرة قدم مكسيكي.

### أبريل
- 2 أبريل – جيرمان فيا لاعب كرة قدم مكسيكي.
- 3 أبريل – ساول سانشيز لاعب كرة قدم مكسيكي.
- 21 أبريل – خورخي دي سيلفا ممثل مكسيكي.
- 28 أبريل – فرانسيسكو بالنسيا لاعب كرة قدم مكسيكي.

### مايو
- 7 مايو – خوسيه لويس زيرتوتشي ملاكم مكسيكي.
- 8 مايو – خيسوس أرييانو لاعب كرة قدم مكسيكي.
- 22 مايو – خواكين مورينو لاعب كرة قدم مكسيكي.
- 28 مايو – خوسيه لويس لوبيز ملاكم مكسيكي.

### يونيو
- 19 يونيو – فابيان بينيا لاعب كرة قدم مكسيكي.
- 23 يونيو – إيزاك تيرازاس لاعب كرة قدم مكسيكي.
- 29 يونيو – بابلو رودريغيز لاعب كرة قدم مكسيكي.

### يوليو
- 17 يوليو – هوراسيو لاماس لاعب كرة سلة أمريكي.
- 20 يوليو – روبرتو أورسي
- 27 يوليو – ديفيد أوتيو لاعب كرة قدم مكسيكي.

### أغسطس
- 11 أغسطس – أليخاندرو مارتين غونزاليس ملاكم مكسيكي.
- 14 أغسطس – خاريد بورغيتي لاعب كرة قدم مكسيكي.
- 21 أغسطس – روبن سانشيز ليون ملاكم مكسيكي.
- 21 أغسطس – سلفادور كابريرا لاعب كرة قدم مكسيكي.
- 23 أغسطس – خوان مانويل ماركيز ملاكم مكسيكي.
- 31 أغسطس – مانويل سول لاعب كرة قدم مكسيكي.

### سبتمبر
- 8 سبتمبر – أنخيل مالدونادو لاعب كرة قدم مكسيكي.
- 19 سبتمبر – ديفيد زيبيدا
- 21 سبتمبر – أوزفالدو سانشيز لاعب كرة قدم مكسيكي.

### أكتوبر
- 2 أكتوبر – سوزانا كونزاليس ممثلة مكسيكية.

### نوفمبر
- 10 نوفمبر – ماركو أنتونيو رودريغيز

### ديسمبر
- 7 ديسمبر – أوكتافيو فالديز لاعب كرة قدم مكسيكي.
- 13 ديسمبر – هيكتور جيمينيز ممثل مكسيكي.
- 14 ديسمبر – خوسيه لويس كاستيلو ملاكم مكسيكي.
- 17 ديسمبر – مارثا إريكا ألونسو مصممة جرافيك وسياسية مكسيكية.

## وفيات

### فبراير
- 28 فبراير – دونالد ريد (مواليد 1901) ممثل من الولايات المتحدة الأمريكية.

### مارس
- 16 مارس – خوسيه جوروستيثا (مواليد 1901) شاعر مكسيكي.

### يونيو
- 29 يونيو – خيرمان فالديز (مواليد 1915)

### نوفمبر
- 23 نوفمبر – خوسيه ألفريدو خيمينيز (مواليد 1926) مغني مكسيكي.

### ديسمبر
- 3 ديسمبر – أدولفو رويز كورتينيس (مواليد 1890) رئيس المكسيك.